# Акаві
Акаві або Аккаві (араб. جبنة عكاوي; івр. גבינה עכואית; фр. fromage de Saint Jean d'Acre) — білий напівтвердий розсольний сир, виготовлений з коров'ячого, козячого або овечого молока.  Поширений у кухні народів Близького Сходу. Свою назву (букв. «з Акки» ) отримав від арабської назви міста Акка (Палестини), з якого цей сир походить.

## Виробництво та зберігання
Акаві зазвичай виготовляється з пастеризованого коров'ячого молока, але його також можна виготовляти з козячого або овечого молока. Виробництво сиру має давні традиції на Леванті, а саме в Ізраїлі, Палестині, Лівані, Сирії та на Кіпрі. Сьогодні він ще часто виробляється в домашніх умовах, особливо в Лівані та Сирії, де його споживають на обід чи вечерю самостійно або з хлібом. Спочатку акаві вручну упаковується в квадратні зливні кільця, а потім витримується у солоному розсолі з сироватки протягом двох днів.

## Текстура та смак
Акаві має переважно білий колір, гладку текстуру і м'який солоний смак. Його зазвичай використовують як столовий сир, що споживають окремо або разом з фруктами. Акаві настільки ж універсальний, як і фета, і відтак не підходить для тертки, але його можна приготувати на грилі.
У близькосхідній кухні, зокрема ліванській, акаві — важливий інгредієнт для салатів, випічки та десертів. Для приготування солодощів акаві промивають у чистій воді, аби пом'якшити його солоний смак. Текстуру акаві можна порівняти з іншими подібними сирами: моцарелою, фетою та мізіфрою. Його текстура та аромат є результатом специфічного вирощування сирів, які зберігаються разом протягом тривалого періоду, довше ніж більшість сирів що використовуються в Левантійському регіоні. Термін зберігання акаві — до одного року. 

## Історія
Громадянська війна в Лівані призвела до гострої нестачі молока в цій країні. Відтоді промислове виробництво акаві розпочалося в Чехії, яка й до сьогодні продовжує постачати цей сир на арабський ринок. 